# 화성 홍법사 묘법연화경
화성 홍법사 묘법연화경(華城 弘法寺 妙法蓮華經)은 대한민국 경기도 화성시 서신면, 홍법사에 있는 조선시대의 불경이다. 2019년 12월 18일 경기도의 유형문화재 제360호로 지정되었다.

## 지정 사유
1565년 속리산 복천사 간행본으로 타 전승본은 전체 권수가 불완전하지만 홍법사 소장본은 제1권의 권수제 부분이 결락되어 있지만 권1의 변상도부터 권7의 간기까지 全7권이 거의 완전하게 보존되어 있어 있다.
간행시기가 명확한 점, 임진왜란 이전의 판본으로 전 7권 3책으로 거의 완전하고 유일한 귀중본이라는 점에서 지정 가치가 있다.

## 참고 문헌
- 화성 홍법사 묘법연화경 - 국가유산청 국가유산포털